# 福建电视台乡村振兴·公共频道
福建电视台乡村振兴·公共频道是福建省广播影视集团旗下的一条电视频道，于1998年1月1日开播，为中国大陆第一个省级公共频道。通过福建广电网络的有线电视网和无线模拟电视进行播出。

## 历史
1998年1月1日，福建有线电视公共频道正式开播，覆盖全省，是全国首家由广电总局批准并采用全省各县市电视联网统一播出的政策性综合频道。该频道应用数字压缩新技术，利用全省有线电视微波网的一个通道，采用统一联网的播出形式，将高质量的节目传送给各县市级有线电视台，各县市级台在规定的时段内插播本地新闻和专题节目。
1999年5月23日，福建有线电视台将公共频道移交给福建电视台。
2001年7月，福建电视台与福建有线电视台合并。公共频道作为综合频道，栏目构成在原有基础上进行了大幅度改造和充实，除重点宣传福建当地的政治、经济、文化外，博采众长，引进内容多样的综艺类、专题类优秀节目以及精心点播的中外影视剧。面向市县，服务基层，共同见证火红的生活。
2004年，福建省广播影视集团成立，公共频道作为电视第三频道，确立“面向市县、服务基层、适应市场、办出特色”作为频道宗旨，调整节目布局，进一步突出节目的公共性，服务性和市场性。
2017年，由省广电集团协调，公共频道与新闻频道合并为“新闻大板块”，两个频道之间实现信息共享，随后福建新闻频道部分栏目还会在公共频道重播。
2020年1月1日，福建电视台公共频道更名为福建电视台乡村振兴·公共频道。